# Танас Кверама
Танас Кверама (алб. Thanas Qerama; нар. 7 квітня 1945, Дуррес — пом. 4 квітня 2004, Тирана) — албанський письменник і журналіст. 

## Біографія
Здобув вищу філологічну освіту в Тиранському університеті, після закінчення якого почав працювати журналістом-репортером видання «Bashkimi». 1977 року перейшов на роботу в Албанське телеграфне агентство.
Один із піонерів албанської наукової фантастики. Дебютував на початку 80-х рр. ХХ ст. Писав оповідання і романи. У 1979-1989 роках очолював часопис «Horizonti», у якому висвітлювалися досягнення сучасної науки, а також популяризувалися знання з природничих наук та історії.

## Твори
- 1980: Tamburxhinjte e paqjes (Окличники миру)
- 1981: Per ditet e lirise (Про дні свободи)
- 1981: Roboti i pabindur (Неслухняний робот)
- 1982: Një javë në vitin 2044 (Тиждень у 2004 році)
- 1984: Fajtori i Padukshem (Винний невидимець — роман)
- 1984: Dy rruge drejt yllberit (Дві дороги до райдуги)
- 1987: Misteri i tempullit të lashtë (Таємниця старого храму)
- 1993: Njëzet vjet ne Kozmos (20 років у космосі — оповідання)